# Temnadenia odorifera
Temnadenia odorifera är en oleanderväxtart som först beskrevs av Vell., och fick sitt nu gällande namn av J.F. Morales. Temnadenia odorifera ingår i släktet Temnadenia och familjen oleanderväxter. Inga underarter finns listade i Catalogue of Life.